# Biblioteca Batthyaneum
Biblioteca Batthyaneum (în latină Bibliotheca Batthyaniana) a fost înființată în 31 iulie 1798 în Alba Iulia, din inițiativa episcopului romano-catolic al Transilvaniei Ignațiu Batthyány (1741-1798).
Clădirea bibliotecii este monument istoric, cod LMI AB-II-m-A-00098.

## Istoric
Biblioteca Batthyaneum a fost amenajată în interiorul bisericii fostei mănăstiri a trinitarienilor, construită în stil baroc între anii 1719-1738. În anul 1784, în contextul reformelor religioase ale împăratului Iosif al II-lea, mănăstirea a fost dezafectată, cu intenția de a fi transformată în spital militar. Clădirea a fost apoi achiziționată de episcopul Ignațiu Batthyány, care a transformat-o începând din anul 1792 conform scopurilor fundației sale.
Între 1792-1798 episcopul Batthyány a finanțat și coordonat lucrările de amenajare a clădirii, destinate ca spațiu în care să funcționeze biblioteca, observatorul astronomic și tipografia diecezană.
La 31 iulie 1798, de ziua sfântului Ignațiu de Loyola (patronul onomastic al episcopului), Ignațiu Batthyány a redactat și semnat actul fundației sale, Institutum Batthyanianum. Prin acest act, respectând legislația canonică, a donat Bisericii Catolice și Provinciei Transilvania observatorul astronomic, biblioteca și toate colecțiile personale, împreună cu clădirea și terenul aferent, ca structuri cu caracter public, oferind acces deschis la colecții oricui era interesat.
După moartea episcopului, între 1799-1826, au avut loc procesele intentate capitlului diecezan și Episcopiei de Transilvania de către familia episcopului Batthyány. În 1826 Tribunalul din Debrecen a hotărât definitiv și irevocabil că dreptul de administrare a Fundației Batthyány aparține capitlului diecezan.
În anul 1843 profesorii de la liceul romano-catolic din Alba Iulia au început aici, pe lângă observațiile astronomice, consemnarea unor parametri meteo, fapt care a însemnat deschiderea primei stații meteorologice de pe teritoriul actual al României.
În anul 1849, în timpul revoluției maghiare de la 1848-1849, observatorul astronomic a fost bombardat parțial, iar turnul, acoperișul și o parte din instrumente au fost distruse. În a doua jumătate a secolului al XIX-lea observatorul astronomic și clădirea au fost restaurate prin lucrările finanțate de episcopul Ferenc Lönhart. Cu toate acestea, observatorul astronomic nu a mai putut funcționa decât parțial, specializându-se pe măsurători meteorologice.
La 7 octombrie 1912 a avut loc inaugurarea camerei blindate, devenită tezaur. În acest spațiu au fost aranjate manuscrisele și incunabulele bibliotecii. De asemenea, tot aici au fost transferate spre păstrare, la cererea episcopului Gusztáv Károly Majláth, documentele arhivei istorice a Capitlului de Alba Iulia și a Conventului de la Cluj-Mănaștur, precum și unele obiecte de orfevrerie ale Episcopiei Romano-Catolice de Alba Iulia.

## Biblioteca

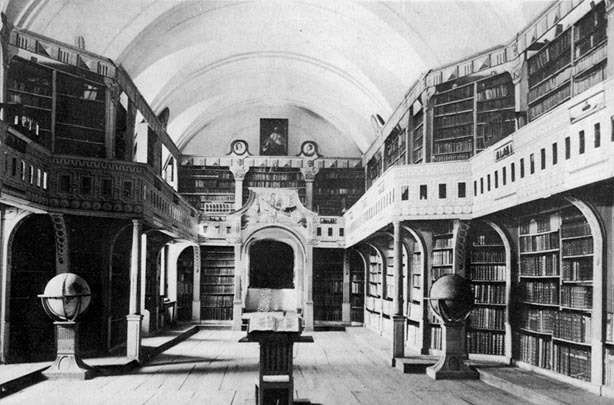
Imagine din secolul al XIX-lea reprezentând interiorul bibliotecii

Baza bibliotecii, la înființare, a fost colecția privată a episcopului Ignațiu Batthyány, care era formată din 18.000 de unități bibliografice, manuscrise și tipărituri, între care incunabule, datate începând cu secolul al IX-lea.
În prezent sunt păstrate în bibliotecă peste 50.000 de cărți, 19.000 de documente, 1.230 de manuscrise și aproape 600 de incunabule.
Cele mai vechi incunabule din colecția bibliotecii sunt:
1. Summa de casibus conscientiae a lui Astesanus de Ast (1466).
2. Epistulae Heroides de Ovidiu (1494),
3. Opera lui Homer (1488, prima ediție),
4. Comoediae de Aristofan, (1498),
5. Opera Graece de Aristotel, (1495-1498) în cinci volume,
6. Historiae Romanae Decades de Titus Livius, (1469).

Între cele mai vechi lucrări din colecție se numără și De sacramentis, de Nicolaus Olahus (Viena, 1561), Palia de la Orăștie (Orăștie, 1582) , și o parte din Codex Aureus, cu evangheliile lui Matei și Marcu din secolul al IX-lea.

## Situația patrimonială
După Unirea Transilvaniei cu România din 1918 și până la naționalizarea din 1949 institutul astronomic, stația meteo și biblioteca au rămas în administrarea Episcopiei Romano-Catolice de Alba Iulia, fiind scutite de impozite și de alte obligații financiare de către Statul Român.
Biblioteca a fost confiscată în anul 1949 fără inventar și atribuită statului prin hotărâre judecătorească, pe baza cererii consiliului popular al raionului, în ciuda faptului că nu figurează în Decretul nr. 176/1949.
În anul 1961 Batthyaneum a devenit filială a Bibliotecii Centrale de Stat (actuala Bibliotecă Națională a României).

### Retrocedarea
Arhiepiscopia Romano-Catolică de Alba Iulia a cerut în justiție retrocedarea Bibliotecii Bathyaneum și a Institutului de Astronomie, în conformitate cu prevederile Ordonanței de urgență a Guvernului nr. 13 din 1998. După parcurgerea tuturor procedurilor procesuale, Curtea de Apel Alba Iulia a decis definitiv că Biblioteca Bathyaneum și Institutul de Astronomie pot fi retrocedate Arhiepiscopiei Romano Catolice. Deoarece statul român nu a constituit comisia de punere în posesie, clădirea a rămas în continuare în proprietatea statului român și în administrarea Bibliotecii Naționale a României.
Din acest motiv Arhiepiscopia Romano Catolică din Alba Iulia s-a adresat la CEDO, unde cauza acesteia a fost susținută de avocații Monica Macovei și Dan Mihai.
CEDO a hotărât în 25 septembrie 2012 că statul român trebuie să plătească reclamantei, în termen de 3 luni de la dată rămânerii definitive a hotărârii, în conformitate cu art. 44 §2 din Convenție, 15.000 EUR (cincisprezece mii euro), sumă convertită în lei la cursul de schimb aplicabil la dată plății, pentru prejudiciu moral. În plus, statul român trebuie să plătească, în termen de 3 luni de la data la care hotărârea va rămâne definitivă conform art. 44 §2 din Convenție, următoarele sume, precum și orice sumă care poate fi datorată cu titlu de impozit de reclamantă, pentru cheltuielile de judecată:
- 1.500 EUR către reclamantă;
- 3.250 EUR către Monica Macovei;
- 5.250 EUR către Dan Mihai.

Nepunerea în practică a deciziei de restituire a clădirii către Arhidieceza de Alba Iulia a fost menționată în raportul Departamentului de Stat al Statelor Unite privind libertatea religioasă, dat publicității în 28 iulie 2014.
Arhiepiscopia de Alba Iulia a pornit în anul 2015 un nou proces pentru recuperarea Bibliotecii Batthyaneum, acțiune care a fost respinsă de Curtea de Apel Alba Iulia în data de 4 iulie 2018.